# Mercatino Conca
Mercatino Conca é uma comuna italiana da região dos Marche, Província de Pesaro e Urbino, com cerca de 1.030 habitantes. Estende-se por uma área de 14 km², tendo uma densidade populacional de 74 hab/km². Faz fronteira com Auditore, Gemmano (RN), Monte Cerignone, Monte Grimano, Sassocorvaro, Sassofeltrio, Tavoleto.